# Cruzeiro EC
Cruzeiro EC, Cruzeiro Esporte Clube, på svenska ungefär Södra korsets sportklubb, är en idrottsklubb från orten Belo Horizonte i delstaten Minas Gerais i Brasilien som har ett berömt herrlag i fotboll. Klubben bildades den 2 januari 1921 av italienskättlingar och hette Societá Sportiva Palestra Italia fram till januari 1942, då namnet Ypiranga antogs. Namnet Cruzeiro EC antogs i oktober 1942. Ronaldo spelade i klubben mellan åren 1990 och 1993.

## Namnet
I Belo Horizonte fanns en stor del italienskättade brasilianare och klubben var italienskt och emblemet hade de italienska färgerna. År 1942 bröt Brasilien med axelmakterna och namn och symboler som var kopplade till dessa förbjöds. Klubben spelade först under namnet Ypiranga, vilket är en flod förknippad med undertecknandet av Brasiliens självständighetsförklaring. Senare tog de namnet Cruzeiro efter stjärnbilden Södra korset, som heter så på portugisiska och är en symbol som förknippas med Brasilien.

## Kända spelare
Se också Spelare i Cruzeiro
- Bebeto
- Cris
- Dida
- Maicon
- Maxwell
- Ronaldo
- Juan Pablo Sorín
- Júlio Baptista
- Tostão
- Piazza

### Kända tränare
Se också Tränare i Cruzeiro
- Vanderlei Luxemburgo
- Luiz Felipe Scolari